# Centro de Documentación Canario-Americano
El Centro de Documentación de Canarias y América (CEDOCAM) pertenece al Organismo Autónomo de Museos y Centros del Cabildo de Tenerife. Su sede se encuentra en C/ Anchieta n.º 9, en La Laguna (Tenerife, Islas Canarias, España).
El Centro es una biblioteca especializada cuya misión es potenciar las relaciones culturales y los elementos de identidad comunes entre Canarias y América. Su finalidad es la conservación, información, difusión y recopilación del patrimonio documental compartido entre Canarias y América, además de promover la cooperación con otros centros documentales nacionales e internacionales que posean fondos canario-americanos. 
El CEDOCAM cuenta con un fondo bibliográfico de libre acceso que puede consultarse en el catálogo de la Red de Bibliotecas Canarias (BICA) y una colección digital (fotografías, publicaciones periódicas, documentos audiovisuales...). Los colectivos interesados pueden realizar visitas al Centro, y sus fondos pueden consultarse solamente con la presentación del DNI (también se puede acceder a los servicios de préstamo y reprografía).
Además, el Centro pone a disposición de todos los usuarios la posibilidad de recibir gratuitamente los boletines de adquisiciones, monográficos y otros materiales digitales elaborados por el CEDOCAM.

## Salas
- Sala Canarias. Biblioteca de tema canario: libros que se refieren al ámbito de Canarias. Aporta una imagen real de la documentación impresa que se ha generado sobre Canarias.
- Sala David Fernández. Fondo canario-americano: obras sobre la labor de los canarios en América, o de tema americanista.
- Sala Sebastián de la Nuez. Fondo de literatura canaria y americana: incluye la colección del fondo fundacional donada por el Catedrático que da nombre a la sala.
- Mediateca: compuesta por material bibliográfico, visual y sonoro de Canarias y América.
- Hemeroteca: sala que reúne, procesa y ofrece para su consulta publicaciones periódicas sobre Canarias y América.
- Sala de Exposición Patrimonio Bibliográfico de Canarias: incluye las obras más valiosas (por raras o antiguas), obras de los siglos XVII y XVIII sobre Canarias, publicaciones periódicas o los libros mejor editados sobre las Islas.
- Sala de Fondo Antiguo: fondos comprendidos entre los siglos XVII y XX destinados a la conservación y la investigación. Acceso restringido y sin servicio de préstamo.

## Información general
A continuación se detalla la información básica del 'Centro de Documentación de Canarias y América, incluyendo horarios y ubicación.

### Horario
- Lunes, miércoles, jueves y viernes: de 9:00 a 14:00
- Martes: de 9:00 a 19:30
- Lunes a viernes (julio, agosto y septiembre): de 9:00 a 14:00
- Cerrado: fines de semana; 24, 25 y 31 de diciembre; 1 y 6 de enero y martes de Carnaval

### Ubicación
El Centro de Documentación de Canarias y América tiene su sede en San Cristóbal de La Laguna, en Tenerife, concretamente en el número 9 de la Calle Anchieta. 

### Condiciones para grupos
Los colectivos interesados en hacer visitas al centro (centros educativos, de mayores o asociaciones) pueden realizar visitas colectivas de sus instalaciones previa cita por teléfono o vía correo electrónico. 